# Championnat de France de Scrabble classique
L'épreuve désignant annuellement le champion de France de Scrabble en formule classique a connu plusieurs noms et une histoire mouvementée plus ou moins en marge du Scrabble duplicate, forme de jeu longtemps exclusivement favorisée par la fédération française.
Un championnat de France de partie libre a été organisé de 1976 à 1979. Il faudra ensuite attendre sept ans l'organisation d'une nouvelle compétition nationale. De 1986 à 2002, une coupe de France de partie libre est organisée, d'abord à Cannes, dans le cadre du Festival international des Jeux de 1986 à 1998 (à l'exception de 1991, où elle eut lieu à Vichy), puis à Avignon en 1999, et lors du festival des Jeux d'Argelès-sur-Mer de 2000 à 2002.
En 2003, à la suite de la renaissance et du développement de ce qu'on appelle désormais le « Scrabble classique », cette épreuve prend le nom Coupe de France de Scrabble classique et a lieu une dernière fois à Argelès-sur-Mer. À partir de 2004, la ville organisatrice change chaque année. 
Depuis 2006, les cinq premiers joueurs non déjà qualifiés par ailleurs (points de sélection accumulés dans les tournois), sont qualifiés en équipe de France pour le championnat du monde de Scrabble classique. En 2008, cette épreuve est une nouvelle fois renommée et devient le championnat de France de Scrabble classique. En 2009, le nombre de parties passe de 12 à 14 et le temps de réflexion est de 20 minutes par joueur pour toutes les parties.
En 2010, le championnat est remporté par Élisée Poka (champion du monde 2008), celui-ci représentant la  Côte d'Ivoire, le titre est revenu au finaliste Benjamin Valour (champion du monde 2009). Le même scénario se reproduit en 2015 (le championnat est remporté par Parfait Mouanda  République du Congo, le titre allant à Hervé Bohbot, déjà vainqueur en 2005), en 2017 (Abib Alabi  Côte d'Ivoire vainqueur devant Fabien Douté) et en 2018 (le championnat est remporté par France Iyelakongo  République démocratique du Congo, le titre allant à Maxime Battefort).
En 2016, Franck Maniquant gagne son deuxième titre 28 ans après le premier, en l'emportant devant Marie-Hélène Gandy, première femme finaliste depuis 1992.
Le championnat n'a pas lieu en 2020 du fait de la pandémie de Covid-19. En 2022, Benjamin Valour, déjà double champion  du monde, remporte son deuxième titre après celui de 2010, puis conserve son titre en 2023. En 2024, le championnat est organisé pour la première fois en Bretagne, seul comité français de plus de 1000 licenciés. C'est le nancéien Lionel Behra qui l'emporte. L'année suivante un autre nancéien lui succède : Baptiste Mouillon. Ce dernier remporte le titre deux semaines après avoir également gagné le tournoi du Grand Chelem aux Sables d'Olonne.

## Palmarès du Championnat de France de Scrabble classique
| Rang | Nom                     | Champion                     | Vice-champion          | Demi-finalistes ou 3e |
| ---- | ----------------------- | ---------------------------- | ---------------------- | --------------------- |
| 1    | Pierre-Olivier GEORGET  | 2003, 2004, 2007, 2009, 2013 | 2005                   | 2000                  |
| 2    | Fabien DOUTÉ            | 1999, 2014, 2017             | 2018                   |                       |
| 3    | Benjamin VALOUR         | 2010, 2022, 2023             |                        | 2018                  |
| 4    | Hervé BOHBOT            | 2005, 2015                   | 2004, 2006, 2007, 2011 | 2003                  |
| 5    | Franck MANIQUANT        | 1988, 2016                   | 2008                   |                       |
| 6    | Marc TREIBER            | 1993, 1994                   |                        |                       |
| 7    | Jean DOL                | 2002                         | 2000, 2003             |                       |
| 8    | Olivier FRANCART        | 2012                         | 2010                   | 2011                  |
|      | Christian COUSTILLAS    | 2011                         | 2012                   | 2016                  |
| 10   | Claude MASBOU           | 2000                         | 2001                   |                       |
|      | Jean-François RAMEL     | 1992                         | 2013                   |                       |
| 12   | Lionel BEHRA            | 2024                         |                        | 2014                  |
|      | Anthony CLEMENCEAU      | 2006                         |                        | 1994                  |
|      | Didier COPPENS          | 1997                         |                        | 1987                  |
|      | Jean-Pierre GÉREAU      | 1996                         |                        | 1989                  |
|      | Éric IMBERT             | 1995                         |                        | 1991                  |
|      | Brigitte BATTIN         | 1989                         |                        | 1986                  |
| 18   | Baptiste MOUILLON       | 2025                         |                        |                       |
|      | Thomas SAUVAGET         | 2021                         |                        |                       |
|      | Bernard CLAVIER         | 2019                         |                        |                       |
|      | Maxime BATTEFORT        | 2018                         |                        |                       |
|      | Aurélien DELARUELLE     | 2008                         |                        |                       |
|      | Claude DEL              | 2001                         |                        |                       |
|      | Thierry CHINCHOLLE      | 1998                         |                        |                       |
|      | Vincent LECLÈRE         | 1991                         |                        |                       |
|      | Michel DUGUET           | 1990                         |                        |                       |
|      | Richard MANGIN          | 1987                         |                        |                       |
|      | Benjamin HANNUNA        | 1986                         |                        |                       |
|      | Jacques GUNSETT         | 1979                         |                        |                       |
|      | Alain MARESCHAL         | 1978                         |                        |                       |
|      | Michel PIALAT           | 1977                         |                        |                       |
|      | Marc SELIS (B)          | 1976                         |                        |                       |
| 33   | Samson TESSIER          |                              | 2017, 2019, 2021, 2024 | 2022, 2025            |
| 34   | Vincent DERVAL          |                              | 1993, 1995             |                       |
|      | Claude SAINTJEAN        |                              | 1977, 1978             |                       |
| 36   | Serge DELHOM            |                              | 2014                   | 2013                  |
|      | Joan CONTROU            |                              | 1996                   | 1997                  |
| 38   | Gaston JEAN-BAPTISTE    |                              | 2025                   |                       |
|      | Fabien LEROY            |                              | 2023                   |                       |
|      | Hugo ANDRIEU            |                              | 2022                   |                       |
|      | Marie-Hélène GANDY      |                              | 2016                   |                       |
|      | Pierre NABAT            |                              | 2015                   |                       |
|      | Nicolas DOUTÉ           |                              | 2009                   |                       |
|      | Arlette ANGELINI        |                              | 2002                   |                       |
|      | Lionel GACHET           |                              | 1999                   |                       |
|      | Emmanuel RIVALAN        |                              | 1998                   |                       |
|      | Nicolas BARTHOLDI (Ch)  |                              | 1997                   |                       |
|      | Jean-Yves CHEVENON      |                              | 1994                   |                       |
|      | Claire COMBES           |                              | 1992                   |                       |
|      | Jean-François DERON     |                              | 1991                   |                       |
|      | Annie GRUCHOT           |                              | 1990                   |                       |
|      | Michel PUCHEAULT        |                              | 1989                   |                       |
|      | Gérard VAN CAYZEELE     |                              | 1988                   |                       |
|      | Philippe LORMANT        |                              | 1987                   |                       |
|      | Karel KANKA             |                              | 1986                   |                       |
|      | Dolly BENOIT            |                              | 1979                   |                       |
|      | Odette WAILLE           |                              | 1976                   |                       |
| 58   | Michel CHARLEMAGNE      |                              |                        | 1976, 1977, 1978      |
| 59   | Jean-François LACHAUD   |                              |                        | 1990, 2017            |
|      | Pascal ASTRESSES        |                              |                        | 2007, 2008            |
| 61   | Gauthier HOUILLON       |                              |                        | 2024                  |
|      | Clément MOLLET          |                              |                        | 2023                  |
|      | Raymond ESSOMBA         |                              |                        | 2021                  |
|      | Jean-Philippe VISEUX    |                              |                        | 2018                  |
|      | Isabelle PIERI          |                              |                        | 2015                  |
|      | Alain TACHET            |                              |                        | 2012                  |
|      | Jean-François CASTANIER |                              |                        | 2010                  |
|      | Didier GIDROL           |                              |                        | 2009                  |
|      | Philippe LE COZ         |                              |                        | 2006                  |
|      | Benoît BERTRAND         |                              |                        | 2005                  |
|      | Jean-Louis FÈVRE        |                              |                        | 2004                  |
|      | Michel CHABAUD          |                              |                        | 2002                  |
|      | Pierrette BACOT         |                              |                        | 2001                  |
|      | Michèle FIGUÈRES        |                              |                        | 2000                  |
|      | Stéphane LEGRAND        |                              |                        | 1999                  |
|      | Alexandre STRUBI        |                              |                        | 1998                  |
|      | Francis FUMERON         |                              |                        | 1997                  |
|      | Andrée LEPIN            |                              |                        | 1996                  |
|      | Alain BERTHOD           |                              |                        | 1995                  |
|      | Alain GUYADER           |                              |                        | 1995                  |
|      | Laurent DAUVILLIERS     |                              |                        | 1994                  |
|      | Françoise DUPONT        |                              |                        | 1993                  |
|      | Éric DOUILLET           |                              |                        | 1993                  |
|      | Michel BATTIN           |                              |                        | 1992                  |
|      | Jacques MAUCOTEL        |                              |                        | 1992                  |
|      | Nicole ÉPINETTE         |                              |                        | 1988                  |
|      | Lucette SCHRAMM         |                              |                        | 1986                  |
|      | André REIDEL            |                              |                        | 1979                  |

### 2025 (Chamalières), 19 - 21 avril
1. Baptiste MOUILLON
2. Gaston JEAN-BAPTISTE
3. Samson TESSIER
4. Christian COUSTILLAS
5. Antonin MICHEL
6. Gilles SAUZE
7. Jérôme GUEREL
8. Quentin MALLEGOL
9. Clément MOLLET
10. Corentin TOURNEDOUET

Soixante dix-huit participants en Auvergne . Baptiste Mouillon l'emporte avec 16 victoires et 5 défaites en étant resté dans le top-10 toute la durée du tournoi. Antonin Michel a réussi l'exploit de gagner les 13 premières parties mais termine moins fort, laissant un groupe de quatre joueurs le dépasser d'une victoire. Samson Tessier, 3e, accède pour la sixième fois au podium. Pour la première fois, la compétition a été retransmise par la FFSc sur sa chaîne Youtube. A la dernière ronde, Christian Coustillas est seul en tête avec 16-4 et affronte Baptiste Mouillon qui en est à 15-5. Le nancéien l'emporte et s'adjuge ainsi le titre lors d'une partie retransmise 

### 2024 (Plérin), 30 mars - 1 avril
1. Lionel BEHRA
2. Samson TESSIER
3. Gauthier HOUILLON
4. Jérôme GUEREL
5. Benjamin VALOUR
6. Thierry CASTALAN
7. Gérard KULIK
8. Fabien DOUTE
9. Hervé MOLLARD
10. Jean-François DERON

Soixante participants en Bretagne et victoire du Nancéien Lionel Behra qui accède au sommet à mi-parcours et s'y maintient jusqu'au bout, résistant à la pression de ses concurrents. Confirmation pour les places fortes du scrabble classique : cinq Nancéiens et deux Frugeois figurent aux dix premières places.

### 2023 (Golbey), 8-10 avril
1. Benjamin VALOUR
2. Fabien LEROY
3. Clément MOLLET
4. Cédric SPANG
5. Emmanuel RIVALAN
6. Bernard CLAVIER
7. Serge ANTHOINE
8. Antonin MICHEL
9. Gaston JEAN-BAPTISTE
10. Guillaume LECUT

70 participants en Lorraine pour la deuxième édition en 21 parties. Après Marc Treiber (1993-1994) et Pierre-Olivier Georget (2003-2004), Benjamin Valour conserve son titre, remportant son troisième titre de champion de France (le premier en 2010). Lors de la dernière ronde, il s'impose face à Serge Anthoine, tandis que le leader Fabien Leroy s'incline face à Clément Mollet, jeune scrabbleur qui a débuté en 2019 et s'invite sur le podium. Ce dernier est également élève de Benjamin Valour au sein du club de Fruges.

### 2022 (Périgny), 16-18 avril
1. Benjamin VALOUR
2. Hugo ANDRIEU
3. Samson TESSIER
4. Serge EMIG
5. Jean-François DERON
6. Gauthier HOUILLON
7. Jean-François LACHAUD
8. Raymond ESSOMBA
9. Emmanuel RIVALAN
10. Quentin MALLEGOL

Grande nouveauté cette année avec le passage à 21 parties sur 3 jours ! 66 joueurs se sont retrouvés à Périgny pour ce championnat nouvelle formule qui a vu la victoire du double champion du monde Benjamin Valour devant le jeune Hugo Andrieu (16 ans) et Samson Tessier, toujours aux places d'honneur.

### 2021 (Vichy), 10-11 juillet
1. Thomas SAUVAGET
2. Samson TESSIER
3. Raymond ESSOMBA
4. Benjamin VALOUR
5. Gérard HUSS
6. Quentin MALLEGOL
7. Gauthier HOUILLON
8. Rémi GRIMAL
9. Clément MOLLET
10. Nicolas BEAUFORT

49 joueurs se sont retrouvés à Vichy à une période inhabituelle pour ce championnat du fait de la pandémie de Covid-19. Cette édition a vu le parcours exceptionnel de Thomas Sauvaget, qui l'emporte devant le favori Samson Tessier. Le podium est complété par un autre joueur de série A, Raymond Essomba (qui avait été 4e au championnat du monde de Montauban en 2012). Pour la première fois, un championnat de France "Promotion" réservé aux joueurs de série B et C avait lieu en parallèle (mais sur 12 parties seulement au lieu de 16).

### 2019 (La Seyne-sur-Mer), 16-17 mars
1. Bernard CLAVIER
2. Samson TESSIER
3. Benjamin VALOUR
4. Hervé BOHBOT
5. Alain TACHET
6. Gilles SAUZE
7. Fabien DOUTE
8. Jean-François RAMEL
9. Gérard KULIK
10. Serge EMIG

77 joueurs se sont retrouvés sous le soleil de la Seyne-sur-Mer. Après 16 rondes, c'est un outsider, Bernard Clavier, qui l'emporte seul avec 13 victoires et 3 défaites. Il devance trois joueurs à 12 victoires et 4 défaites, départagés par leurs différences de points, dans l'ordre Samson Tessier (déjà vice-champion de France en 2017), Benjamin Valour (vainqueur en 2010) et Hervé Bohbot (vainqueur en 2005 et 2015).

### 2018 (Montmorency), 17-18 mars
1. France IYELAKONGO  République démocratique du Congo
2. Maxime BATTEFORT, champion de France
3. Abib ALABI Côte d'Ivoire
4. Fabien DOUTE, vice-champion de France
5. Jean-Philippe VISEUX
6. Jean-Pierre BRELLE
7. Frédérick NGOUMA INIVA  Gabon
8. Hervé MOLLARD
9. Fabien SARTRE
10. Corentin TOURNEDOUET

89 joueurs se sont retrouvés sous la neige à Montmorency en région parisienne. Comme en 2017, pas de finale et le classement a été établi à l'issue des 16 rondes. Le Congolais France Iyelakongo (vice-champion du monde 2006) remporte le tournoi avec 2 défaites seulement. Le titre revient à Maxime Battefort, nouveau venu dans le Scrabble classique de compétition et l'Ivoirien Abib Alabi, champion du monde 2017 complète le podium, tous deux n'ayant perdu que 4 matches sur le tournoi. Le champion en titre Fabien Douté, termine quatrième mais est vice-champion de France.

### 2017 (Valence), 18-19 mars
1. Abib ALABI  Côte d'Ivoire
2. Fabien DOUTE, champion de France
3. Samson TESSIER, vice-champion de France
4. Jean-François LACHAUD
5. Pierre SALVATI
6. Jean DOL
7. Benjamin VALOUR
8. Jean-François HIMBER
9. Serge EMIG
10. Ahmed SANOKO  Côte d'Ivoire

86 joueurs ont pris part à l'édition de 2017. Pour la première fois, aucune finale n'a été organisée, le classement étant établi au terme des 16 rondes. L'Ivoirien Abib Alabi, champion du monde en titre, s'impose devant Fabien Douté, qui devient donc le champion de France 2017, tous deux n'ayant perdu que 3 matches sur le tournoi. Samson Tessier est le vice-champion et Jean-François Lachaud troisième.

### 2016 (Toulouse), 26-27 mars
1. MANIQUANT Franck
2. GANDY Marie-Hélène
3. COUSTILLAS Christian
4. TAPSOBA Athanase  Burkina Faso
5. MOUANDA Parfait  République du Congo
6. BOHBOT Hervé
7. EMIG Serge
8. MALUMBA Camille
9. VALOUR Benjamin
10. NABAT Pierre

- Tous les résultats

97 joueurs se sont retrouvés à Toulouse s'approchant du record de participation. La finale a opposé Franck Maniquant (Paris, vainqueur en 1988 et détenteur de nombreux titres nationaux et mondiaux en Scrabble duplicate)  et Marie-Hélène Gandy (Ouistreham, première femme à atteindre la finale depuis 1992) et a vu la victoire du premier par 2 manches à 0. Le champion de France 2011 et double champion du monde Christian Coustillas complète le podium.

### 2015 (Valentigney), 21-22 mars
1. MOUANDA Parfait  République du Congo
2. BOHBOT Hervé, champion de France
3. IYELAKONGO France  République démocratique du Congo
4. NABAT Pierre, vice-champion de France
5. PIERI Isabelle
6. DOUTE Fabien
7. EMIG Serge
8. FRANCART Olivier
9. BRELLE Jean-Pierre
10. FÈVRE Jean-Louis

- Tous les résultats

66 joueurs se sont retrouvés à Valentigney, ville située dans le grand Montbéliard (Doubs). La finale a opposé Parfait Mouanda (Melun, champion du monde 2006) et Hervé Bohbot (Montpellier, vainqueur en 2005) et a vu la victoire du premier par 2 manches à 0. Un autre Melunais complète le podium, France Iyelakongo. 
Parfait Mouanda (Congo) et France Iyelakongo (RD Congo) représentant leur pays dans les compétitions internationales, ne pouvant prétendre à un titre national français, les titres de champion de France et vice-champion de France sont revenus respectivement à Hervé Bohbot (2e) et Pierre Nabat (4e).

### 2014 (Pougues-les-Eaux), 22-23 mars
1. DOUTÉ Fabien
2. DELHOM Serge
3. BEHRA Lionel
4. FORT Daniel
5. TACHET Alain
6. VALOUR Benjamin
7. CASTANIER Jean-François
8. FRANCART Olivier
9. CLAVIÈRE Guillaume
10. FÈVRE Jean-Louis

- Tous les résultats

Participation record de 93 joueurs dans la petite ville de Pougues-les-Eaux. La finale a opposé Fabien Douté (Nancy), champion de France 1999 et Serge Delhom (troisième en 2013) et a vu la victoire du premier par 2 manches à 1. Un autre Nancéien complète le podium, Lionel Behra.

### 2013 (Vidauban, 16-17 mars)
1. GEORGET Pierre-Olivier
2. RAMEL Jean-François
3. DELHOM Serge
4. TACHET Alain
5. PIERI Isabelle
6. DELHOM Brigitte
7. HUSS Gérard
8. CIROT Pierre
9. FRANCART Olivier
10. SAUZE Gilles

- Tous les résultats

51 joueurs se sont retrouvés à Vidauban. La finale a opposé Pierre-Olivier Georget, champion du monde en titre à Jean-François Ramel (champion du monde 2011) et a vu la victoire du premier par 2 manches à 0. Il s'agit de son 5e titre, un record qui sera difficilement égalable. Il établit également une nouvelle cote record de 3855 au classement international de Scrabble classique. Le podium est complété par le toulousain Serge Delhom. Alain Tachet, confirme sa place d'habitué des places d'honneur en étant 4e comme en 2008 et 2011, après avoir été 3e en 2012.

### 2012 (Montpellier, 17-18 mars)
1. FRANCART Olivier
2. COUSTILLAS Christian
3. TACHET Alain
4. POKA Elisée  Côte d'Ivoire
5. PIERI Isabelle
6. BUDRY Etienne
7. VALOUR Benjamin
8. DELPUECH Lionel
9. MOSBACH Frédéric
10. TSAKRIOS Ange

- Tous les résultats
- Site web officiel

72 joueurs se sont retrouvés dans la Salle des Rencontres du nouvel Hôtel de Ville de Montpellier. La finale a consacré Olivier Francart, qui avait terminé aux places d'honneur les 3 années précédentes. Il bat Christian Coustillas, le tenant du titre et Champion du Monde 2010 par 2 manches à 0. À l'issue des 14 rondes préliminaires, Olivier Francart était seul avec 12 victoires et 2 défaites. Alain Tachet, 4e en 2011 accroche le podium aux dépens d'Elisée Poka.

### 2011 (L'Haÿ-les-Roses, 19-20 mars)
1. COUSTILLAS Christian
2. POKA Elisée  Côte d'Ivoire
3. BOHBOT Hervé (Vice-Champion de France)
4. FRANCART Olivier
5. TACHET Alain
6. RAMEL Jean-François
7. ASTRESSES Pascal
8. HIMBER Jean-François
9. DAHAN Guy
10. BERNIER Pascal

- Tous les résultats

64 joueurs à L'Haÿ-les-Roses en région parisienne. La finale a opposé deux champions du monde : Elisée Poka (Dakar, 2008) et Christian Coustillas (Montpellier, 2010) et a vu la victoire de ce dernier, 2 manches à 0. À l'issue des 14 rondes préliminaires, Elisée était seul avec 12 victoires et 2 défaites. La place en finale s'est jouée à la différence de points entre les 7 joueurs suivants, à 10 victoires et 4 défaites. Le titre de vice-champion de France revient à Hervé Bohbot car Elisée défend les couleurs de la Côte d'Ivoire.

### 2010 (Chamalières, 20-21 mars)
1. POKA Elisée  Côte d'Ivoire
2. VALOUR Benjamin (Champion de France)
3. FRANCART Olivier (Vice-Champion de France)
4. CASTANIER Jean-François
5. CLEMENCEAU Anthony
6. DELANOË Sullivan
7. BUDRY Etienne
8. ASTRESSES Pascal
9. MAIGA Balobo
10. GEORGET Pierre-Olivier

- Tous les résultats

56 joueurs seulement à Chamalières (banlieue de Clermont-Ferrand). Ce championnat porte le numéro 29 : le Scrabble classique a retrouvé la mémoire cette année et ce numéro tient compte de toutes les éditions précédentes depuis le premier Championnat de France de parties libres organisé en 1975-76. 
La finale a opposé deux champions du monde : Elisée Poka (Dakar, 2008) et Benjamin Valour (Mons, 2009). Ils avaient terminé tous deux avec 12 victoires et 2 défaites. Elisée s'est imposé 2 manches à 0, mais c'est Benjamin qui reçoit le titre de Champion de France car Elisée défend les couleurs de la Côte d'Ivoire.

### 2009 (Saint-Genis-Laval, 21-22 mars)
1. GEORGET Pierre-Olivier
2. DOUTÉ Nicolas
3. GIDROL Didier
4. ASTRESSES Pascal
5. VALOUR Benjamin
6. DERON Jean-François
7. FRANCART Olivier
8. FÈVRE Jean-Louis
9. BAYLE Thierry
10. LECUT Guillaume

- Tous les résultats

73 joueurs se sont retrouvés dans cette ville de la périphérie sud de Lyon, pour ce deuxième championnat de France. Nouveauté cette année : 14 parties au lieu de 12, toutes jouées en 20 minutes par joueur. La finale a vu la victoire par 2 manches à 1 de Pierre-Olivier Georget face à Nicolas Douté. Il obtient ainsi son quatrième titre en 7 éditions, efface sa contre-performance de 2008 et atteint la cote record de 3192. Pierre-Olivier Georget démontre ainsi une nouvelle fois que la part de hasard que se plaisent à évoquer les détracteurs du Scrabble classique reste en fait marginale.

### 2008 (Saint-Maur-des-Fossés, 22-23 mars)
1. DELARUELLE Aurélien
2. MANIQUANT Franck
3. ASTRESSES Pascal
4. TACHET Alain
5. BOHBOT Hervé
6. SALVATI Pierre
7. LEQUENNE Laurent  Belgique
8. FÈVRE Jean-Louis
9. DAHAN Guy
10. LE COZ Philippe

- Tous les résultats

La compétition change de nom (Championnat de France et non plus Coupe de France) mais pas de format. 84 joueurs se sont rencontrés à la Mairie de Saint-Maur. Les joueurs ont disputé 12 parties, suivie d'une finale pour la première fois disputée en deux manches gagnantes (en tenant compte de la partie éventuellement jouée entre les finalistes lors de la phase préliminaire). La finale oppose deux joueurs plus familiers des épreuves de duplicate : Aurélien Delaruelle l'emporte par 2 manches à 0 sur Franck Maniquant.

### 2007 (Monflanquin, 26-27 mai)
1. GEORGET Pierre-Olivier
2. BOHBOT Hervé
3. ASTRESSES Pascal
4. EMIG Serge
5. CASTANIER Jean-François
6. LE COZ Philippe
7. DELHOM Brigitte
8. DEAU Isabelle
9. SALVATI Pierre
10. MICHEL Antonin

- Tous les résultats

35 joueurs motivés ont rejoint le village médiéval de Monflanquin dans le Lot-et-Garonne. La formule de jeu est la même qu'en 2006 : 12 parties au terme desquelles les deux premiers s'affrontent en finale sur une partie.
Pierre-Olivier Georget termine seul à 11-1. Il est suivi de Pascal Astresses et Hervé Bohbot à 10-2, ce dernier ayant gagné leur match particulier, est qualifié pour la finale.
Celle-ci s'achève sur le score de 470-466 en faveur de Pierre-Olivier Georget, qui profite d'une occasion manquée d'Hervé Bohbot, et devient ainsi le premier joueur à gagner pour la troisième fois la Coupe de France de Scrabble classique.

### 2006 (Paris, 3-4 juin)
1. CLEMENCEAU Anthony
2. BOHBOT Hervé
3. LE COZ Philippe
4. MICHEL Antonin
5. ASTRESSES Pascal
6. DELHOM Serge
7. SELIG Uriel
8. GEORGET Pierre-Olivier
9. FERRARI Pierre-Louis
10. DJOPHANT Löhr-Brice

- Tous les résultats

58 joueurs se sont retrouvés dans les salons de l'hôtel Mercure Porte de Versailles à Paris. Une formule de jeu simplifiée cette année : 12 rondes en système suisse, sans répétitions, les deux premiers sont qualifiés pour une finale en une seule manche. Les six premiers joueurs non sélectionnés par le classement national ont été qualifiés pour participer à la première Championnat du monde de Scrabble classique à Tours en juillet.
À l'issue des 12 parties, Hervé Bohbot (une défaite) et Anthony Clemenceau (seul joueur à deux défaites) se sont retrouvés en finale, remportée par ce dernier.

### 2005 (Tournefeuille, 28-29 mai)
1. BOHBOT Hervé
2. GEORGET Pierre-Olivier
3. BERTRAND Benoît
4. MANIQUANT Franck
5. DOL Jean
6. SALVATI Pierre
7. PASCAL Jérôme
8. MILON Thierry
9. RAMEL Jean-François
10. SCHWAB Gilberte

- Tous les résultats

Formule originale pour cette 3e Coupe de France de Scrabble classique, qui inaugure le changement annuel de ville-hôte. Dans un premier temps, les 42 joueurs sont répartis en deux poules (16 têtes de série et 26 challengers) dans lesquelles on joue quatre parties en système suisse. Les 5 premières têtes de série sont qualifiées directement, les 11 autres affrontent les 11 premiers de la poule challengers en un match de barrage en deux manches gagnantes. Les 11 vainqueurs rejoignent les 5 qualifiés pour former 2 poules de 8 joueurs, où chacun rencontre les 7 autres. Les deux vainqueurs de chaque poule se rencontrent en finale : Pierre-Olivier Georget remporte la poule A devant Franck Maniquant et Hervé Bohbot remporte la poule B devant Benoit Bertrand.
La finale en une manche gagnante voit la victoire d'Hervé Bohbot sur Pierre-Olivier Georget. Pour la troisième place, Benoit Bertrand bat Franck Maniquant.

### 2004 (Argelès-sur-Mer, 16-17/09)
1. GEORGET Pierre-Olivier
2. BOHBOT Hervé
3. FÈVRE Jean-Louis
4. DOUTÉ Fabien
5. DELORME Solange
6. RAMEL Jean-François
7. MAHÉ Laurent
8. POULAT Rémy
9. BACOT Pierrette
10. BOHBOT Teodora  Roumanie

- Tous les résultats

40 joueurs répartis en 4 poules de 10 disputent 4 parties en système suisse. Les deux premiers de chaque poule sont qualifiés pour des quarts de finale en 2 manches gagnantes : H. Bohbot bat S. Delorme (2-0), P.O. Georget bat L. Mahé (2-1), J.L. Fèvre bat R. Poulat (2-0) et F. Douté bat J.F. Ramel (2-0).
En demi-finales, H. Bohbot bat J.L. Fèvre (2-1) et P.O. Georget bat F. Douté (2-1).
La finale oppose donc Pierre-Olivier Georget et Hervé Bohbot, respectivement numéro 1 et 2 au classement national de Scrabble classique et voit la victoire du premier, qui réussit à conserver son titre.

### 2003 (Argelès-sur-Mer, 13-14/09)
1. GEORGET Pierre-Olivier
2. DOL Jean
3. BOHBOT Hervé
4. RAMEL Jean-François
5. SAUZE Gilles
6. HENON Yves
7. BOHBOT Teodora  Roumanie
8. GOURDIN Robert
9. ESPINET Danièle
10. BACOT Pierrette

La partie libre est morte, vive le Scrabble classique ! La Coupe de France a longtemps été la seule épreuve officielle de Scrabble classique. L'année 2003 est marquée par un nouveau règlement (notamment suppression de la pénalité de 10 points en cas de mot faux joué, pénalité de 5 points en cas de mot valable contesté ou en cas d'erreur de tirage et non plus perte du tour), la mise en place d'un classement national distinct du duplicate et l'organisation de plusieurs tournois. Le temps de jeu est réduit à 25 minutes par joueur et par partie au lieu de 30.
La Coupe de France est elle aussi dotée d'un nouveau règlement. Les 50 joueurs vont disputer au minimum 8 parties. Quatre groupes homogènes sont constitués dans lesquels se jouent quatre parties en système suisse. Les deux premiers joueurs de chaque groupe se rencontrent en quarts de finale en 2 manches gagnantes et avec un temps réduit à 20 minutes : P.O. Georget bat R. Gourdin (2-1), H. Bohbot bat Y. Hénon (2-0), J. Dol bat T. Bohbot (2-1) et J.F. Ramel bat G. Sauze (2-1). Les autres joueurs forment deux autres groupes et continuent en système suisse.
En demi-finales : P.O. georget bat J.F. Ramel (2-1) et J. Dol bat H. Bohbot (2-1). La finale est spectaculaire et est remportée 2 manches à 0 par P.O. Georget.

### 2002 (Argelès-sur-Mer, 12-13/09)
1. DOL Jean
2. ANGELINI Arlette
3. CHABAUD Michel
4. LEGRAIN Liliane

40 joueurs ont joué sept parties en système suisse. Demi-finales, Dol-Legrain (2-0) et Angelini-Chabaud (2-1). En finale, Jean Dol s'est imposé difficilement 2 manches à une.

### 2001 (Argelès-sur-Mer, 13-14/09)
1. DEL Claude
2. MASBOU Claude
3. BACOT Pierrette
4. DOL Jean

42 joueurs ont disputé 7 parties en système suisse. Claude Del est invaincu, Claude Masbou a une défaite et les deux autres demi-finalistes ont été désignés parmi les huit joueurs ayant deux défaites, grâce à leurs "points de départage" (dont le système de calcul montre ses limites, il ne faisait pas bon avoir joué contre un adversaire faible ses premiers matchs !) : Jean Dol et Pierrette Bacot.
En demi-finales : Del bat Dol et Masbou bat Bacot. En finale, Claude Masbou doit abandonner son titre de 2000 à Claude Del.

### 2000 (Argelès-sur-Mer, 14-15/09)
1. MASBOU Claude
2. DOL Jean
3. GEORGET Pierre-Olivier et FIGUÈRES Michèle

La fédération française ne souhaitant plus organiser la Coupe de France de partie libre, l'épreuve est recueillie par un passionné de "partie libre", Pierre-Olivier Georget, qui va l'organiser dans le cadre du festival des jeux d'Argelès-sur-Mer, qui se déroule chaque année mi-septembre.
40 joueurs ont disputé 7 parties au terme desquelles les quatre premiers se sont retrouvés en demi-finales : Masbou-Georget (2-1) et Dol-Figuères (2-0). En finale, Claude Masbou s'est imposé 2-1.

### 1999 (Avignon, 15-18/02)
1. DOUTE Fabien
2. GACHET Lionel
3. LEGRAND Stéphane
4. POLGE Jean
5. LEPIN André
6. LEPIN Jacqueline
7. DUPLESSIS Lucette
8. PERENNEZ Philippe
9. BERTHOD Alain  Suisse
10. CONTROU Joan

Le traditionnel Festival des Jeux de Cannes ayant été annulé, la Coupe de France a eu lieu à Avignon. 36 joueurs seulement ont disputé les 8 parties en système suisse.
En demi-finales, Douté-Polge (2-0) et Legrand-Gachet (2-1). En finale, victoire facile de Fabien Douté (2-0).

### 1998 (Cannes, 23-27/02)
1. CHINCHOLLE Thierry
2. RIVALAN Emmanuel
3. STRUBI Alexandre  Suisse
4. GOT Vincent

74 joueurs ont disputé 8 parties en système suisse. Les quatre joueurs avec 7 victoires et une défaite se retrouvent en demi-finales : Rivalan-Strubi (2-0) et Chincholle-Got (2-0). En finale, Chincholle bat Rivalan par 2-1.

### 1997 (Cannes, 24-28/02)
1. COPPENS Didier
2. BARTHOLDI Nicolas  Suisse
3. CONTROU Joan
4. FUMERON Francis

68 joueurs ont disputé 8 parties en système suisse. Les quatre premiers ont terminé à 7-1. En demi-finales, Bartholdi-Fumeron (2-1) et Coppens-Controu (2-1). En finale, Coppens-Bartholdi (2-1), le champion de France a failli être suisse !

### 1996 (Cannes, 26/02-01/03)
1. GEREAU Jean-Pierre
2. CONTROU Joan
3. LEPIN Andrée
4. PERRIN Pierre-Antoine

70 joueurs ont disputé 8 parties en système suisse. En demi-finales, Gereau-Perrin (2-1) et Controu-Lepin (2-1). Finale Gereau-Controu (2-1). Les 2 premiers avaient terminé à 7 victoires et une défaite, les 2 autres étant ceux parmi les joueurs à 6-2 qui avaient les meilleurs points de départage.

### 1995 (Cannes, 14-17/02)
1. IMBERT Eric
2. DERVAL Vincent
3. BERTHOD Alain et GUYADER Alain

60 joueurs et huit parties ramenées sur quatre jours.
Pour cette édition, le règlement de la partie libre a été entièrement réécrit. La Coupe de France se déroule selon une formule de jeu inspirée d'un système qui a fait ses preuves aux échecs depuis des années : le système suisse. Tous les joueurs disputent 8 parties. Retour à la victoire à 3 points, quel que soit le score et introduction de points de départage, calculés d'après les points de match marqués par les joueurs rencontrés, pour les joueurs ayant le même nombre de points de match. À l'issue du tournoi, les quatre premiers se rencontrent (1vs4 et 2vs3) en demi-finales puis finale, toutes deux en deux manches gagnantes. Les demi-finalistes perdants sont départagés d'après leur classement au tournoi initial.
Retour également de la contestation, gratuite si le mot est valable, mais si le mot est faux son auteur perd 10 points en plus de son tour ! L'influence du Scrabble duplicate se fait toujours sentir.
L'usage de la pendule devient la norme.

### 1994 (Cannes, 21-25/02)
1. TREIBER Marc
2. CHEVENON Jean-Yves
3. CLEMENCEAU Anthony et DAUVILLIERS Laurent

72 joueurs malgré des horaires peu variés : la Coupe se déroule désormais tous les matins de 10h à midi. Dans le tableau final, le 32e à l'issue des trois phases initiales éliminant le premier remet sérieusement en question le mode d'appariement, mais finalement, pour la première fois, le tenant garde son titre !

### 1993 (Cannes, 15-20/02)
1. TREIBER Marc
2. DERVAL Vincent
3. DUPONT Françoise et DOUILLET Eric

60 joueurs seulement cette année. On peut y voir le résultat de l'étalement de la compétition qui passe de 5 à 6 jours et l'augmentation de l'inscription de 80 à 100 F (le prix des autres compétitions restant inchangé !). Au niveau du règlement, la nouveauté est la finale en deux manches gagnantes, remportée 2-0 par Marc Treiber.

### 1992 (Cannes, 17-21/02)
1. RAMEL Jean-François
2. COMBES Claire
3. MAUCOTEL Jacques et BATTIN Michel

Retour à Cannes et à l'affluence avec 99 joueurs. Le palmarès d'outsiders à l'époque provoquera des commentaires peu amènes dans Scrabblerama sur l'influence de la "chance". Pourtant, fin 2007, Jean-François Ramel est en tête du classement Classique et il devient champion du monde à Montreux en 2011.
Evolutions du règlement : la partie est réputée terminée lorsque les deux joueurs ont signé la feuille de match. Si le nombre de lettres s'avère incorrect ou si un mot valable a été refusé par l'arbitre (les mots refusés doivent être mentionnés sur la feuille de match), et que l'on s'en aperçoit avant signatures, la partie est à rejouer !

### 1991 (Vichy, 25-29/02)
1. LECLÈRE Vincent
2. DERON Jean-François
3. IMBERT Eric
4. DOUILLET Eric

60 joueurs seulement. Ce tournoi remplace presque au pied levé le traditionnel Festival des Jeux de Cannes qui a été annulé cette année 1991 pour cause de guerre du Golfe. Les règles sont les mêmes règles qu'en 1990.

### 1990 (Cannes, 19-23/02)
1. DUGUET Michel
2. GRUCHOT Annie
3. LACHAUD Jean-François
4. DERON Jean-François

81 joueurs. Même formule de jeu qu'en 1989 sauf que, si quelqu'un s'aperçoit que l'arbitre a laissé passer un mot faux, la partie doit être rejouée (et ce, quels que soient les scores ou le fautif !) Les favoris atteignent le tableau final, mais l'élimination en 8e de Benjamin Hannuna par Franck Maniquant, lui-même éliminé en quarts par Michel Duguet montre clairement les limites du système d'élimination directe. De même, l'impossibilité de jouer des mots faux ou l'annulation des parties serrées (moins de 20 points d'écart) "lissent" le jeu et lui font perdre sa spécificité par rapport au Duplicate.

### 1989 (Cannes, 20-24/02)
1. BATTIN Brigitte
2. PUCHEAULT Michel
3. GÉREAU Jean-Pierre
4. MANGIN Richard

Une nouvelle formule a été adoptée : trois phases successives avec des poules de trois joueurs dans lesquelles les joueurs marquent des points en fonction de la différence de score avec leur adversaire (supérieur à 150 : 5 points, entre 51 et 150 : 4 points, entre 21 et 50 : 3 points, entre 1 et 20 points "match nul" : 2 points, défaite : 1 point, forfait : 0 point). Chaque partie est arbitrée par le 3e joueur de la poule, qui doit vérifier tous les mots joués. Si un mot est faux, le joueur reprend ses lettres et passe son tour ! À l'issue de ces trois phases (6 parties), les 32 premiers joueurs au cumul des points sont qualifiés pour le tableau final et sont appariés 1vs32, 2vs31 etc. Il se rencontrent ensuite en élimination directe sur une partie.
Cette édition regroupe cette année encore une centaine de joueurs.

### 1988 (Cannes, 8-12/02)
1. MANIQUANT Franck
2. VAN CAYZEELE Gérard
3. ÉPINETTE Nicole
4. DUGUET Michel

Environ une centaine de joueurs répartis en 16 poules de 6 ou 7 joueurs. Les horaires des parties de poules ne sont toujours pas fixés et les joueurs ont trois jours pour convenir d'un rendez-vous et jouer leur partie, ce qui pose parfois des problèmes d'emploi du temps ! Franck Maniquant bat Michel Duguet en demi-finale. Les deux finalistes sont isolés et la finale est commentée en direct pour le public. Un match est dorénavant considéré comme "nul" si la différence de scores n'excède pas 10 points. Tout mot faux non contesté est maintenant signalé par l'arbitre aux deux joueurs. La pénalité pour contestation erronée est ramenée à 5 points.

### 1987 (Cannes, 23-27/02)
1. MANGIN Richard
2. LORMANT Philippe
3. COPPENS Didier
4. DURAND Daniel

Environ 80 joueurs et même déroulement qu'en 1986. Le règlement de l'épreuve paraît dans l'Agenda officiel de la fédération française : un match est considéré comme nul si la différence de scores entre les deux joueurs n'excède pas 5 points, la contestation d'un mot valable coûte 10 points et retour malheureux de la règle (utilisée dans les premiers championnats) selon laquelle un joueur ayant placé un mot erroné ne pourra ensuite le contester s'il est complété par son adversaire (la formulation particulièrement maladroite de cette phrase, ouvrant la porte à de nombreux abus et interprétations, fera beaucoup parler d'elle !).

### 1986 (Cannes, 10-14/02)
1. HANNUNA Benjamin
2. KANKA Karel
3. BATTIN Brigitte et SCHRAMM Lucette

Première édition de la "Coupe de France de partie libre" lors de ce premier festival des Jeux de Cannes, avec une dotation de 30 000 FF (env. 4500 €). Plus de 80 joueurs sont répartis en 16 poules de 5 ou 6 joueurs, suivant leur classement national duplicate. Chacun rencontre une fois les autres joueurs de sa poule : victoire 3 points, match nul 2 points, défaite 1 point, forfait 0. Les deux premiers de chaque poule se retrouvent en 16e de finales, puis éliminations directes sur une partie jusqu'à la finale. Pas d'informations sur le résultat du match pour la troisième place.

### 1978-1979 (finale àSaint-Mandé, 24-25 mars 1979)
1. GUNSETT Jacques
2. BENOIT Dolly
3. REIDEL André
4. HOLDER Louis
5. CHABOT Marie-Françoise

420 joueurs ont participé aux éliminatoires régionales cette saison. La finale a eu lieu au Lawn-Tennis de Saint Mandé. Le vainqueur, Jacques Gunsett (Dax) était non-classé en Scrabble duplicate. 
Une anecdote, la participation d'un joueur de 10 ans, Jean-François Lachaud, qui aurait joué l'anagramme, non valable à l'époque, de CULAIENT et INACTUEL et qui deviendra champion du monde duplicate en 1995.
Désertion ou manque de succès des meilleurs joueurs de Scrabble duplicate ? Absence de dotation ? Règlement inadapté ? Quoi qu'il en soit, ce Championnat de France sera le dernier sous cette forme et la fédération française mettra le Scrabble classique entre parenthèses pour sept ans. Elle se construira longtemps en opposition (voire dénigrement systématique) au Scrabble classique pour se consacrer exclusivement à la promotion du Scrabble duplicate.

### 1977-1978 (finale àLimoges, 20-21 mai 1978)
1. MARESCHAL Alain
2. SAINT-JEAN Claude
3. CHARLEMAGNE Michel
4. BRELLE Jean-Pierre

Le troisième championnat de France de partie libre a réuni une cinquantaine de joueurs (qualifiés dans les comités régionaux) à l'hôtel Jeanne d'Arc de Limoges. Six parties éliminatoires ont qualifié 6 joueurs, qui ont ensuite disputé entre eux 5 parties.

### 1976-1977 (finale àParis, 29 mai 1977)
1. PIALAT Michel
2. SAINT-JEAN Claude
3. CHARLEMAGNE Michel
4. BOUXIN Mme

Plus de 1 000 joueurs ont participé à partir de novembre 1976 à des phases éliminatoires régionales constituées de trois parties : la première entre le 15 novembre et le 15 décembre 1976, la deuxième entre le 15 janvier et le 15 février 1977 et la troisième entre le 1er et le 30 mars 1977. Ces parties ont été jouées entre des adversaires de même comité régional, mis en contact par la fédération, le plus souvent au domicile de l'un d'entre eux. À l'issue de cette phase, les vainqueurs se sont alors retrouvés en finales régionales qualifiant un ou plusieurs joueurs selon l'affluence.
La finale a regroupé 14 joueurs à l'Hôtel PLM Saint-Jacques de Paris le 29 mai 1977. Les joueurs ont disputé 8 parties limitées à 10 coups par joueur. À noter la participation d'Hippolyte Wouters (Belgique), l'inventeur de la formule Duplicate, qui terminera septième.
L'épreuve était parrainée par le quotidien Le Figaro et richement dotée : 3 000 F, 2 000 F et 1 000 F aux trois premiers (soit environ 1700 €, 1150 € et 600 € de 2015).
Le règlement appliqué était écrit par des joueurs de Scrabble duplicate qui y ont intégré des règles censées diminuer le coefficient chance, mais qui en pratique pouvaient aboutir à un résultat inverse, voire inique :
- À l'issue d'un match étaient attribués des points de victoire à chacun des joueurs selon la différence de leurs scores : 10/10 de 0 à 6 points (match nul donc), 11/9 de 7 à 15 points, 12/8 de 15 à 30, 13/7 de 31 à 45, 14/6 de 46 à 60, 15/5 de 61 à 75, 16/4 de 76 à 90, 17/3 de 91 à 105, 18/2 de 105 à 130, 19/1 de 131 à 145, 20/0 de 146 à 160, 20/-1 de 161 à 175, 20/-2 de 176 à 200, 20/-3 pour plus de 200 points d'écart. Les matches de qualification se déroulant en deux manches gagnantes, il était donc possible d'être déclaré vainqueur avec une victoire et deux défaites !
- Lors de la phase finale, les parties étaient limitées à 10 coups par joueur : ainsi lors d'un match entre Charlemagne et Pialat[11], seules 77 lettres sur 102 ont été jouées. La fin de partie, dans laquelle le Scrabble classique devient un jeu à information complète, qui est donc la phase de jeu qui laisse le moins de part au hasard est tout bonnement occultée !
- Un joueur qui place un mot erroné non contesté ne pourra pas le contester si ce mot est complété par son adversaire. Le fait de placer, sciemment ou non, un mot faux pouvant par la suite faire perdre un tour à l'adversaire, fait bien évidemment partie du jeu. De plus, la formulation complété est ambiguë : lors du match cité plus haut, Charlemagne transforma CIME en CIMER et Pialat y ajoutera un A sans contestation possible quelques tours plus tard. Que serait-il advenu si Charlemagne avait affirmé que CIMER était un nom commun et non un verbe ? Comment le vérifier puisque CIMER n'existe pas ?
- Le temps de jeu recommandé était de 30 à 45 minutes par joueur (contre 20 à 25 actuellement), ce qui est bien trop long.
- Il n'était possible de changer, en passant son tour, [qu']une, deux ou toutes ses lettres, ce qui est une aberration,  en pratique, un joueur change le plus souvent 3, 4 ou 5 lettres afin d'améliorer son reliquat !

### 1975-1976 (finale àParis, le 8 mai 1976)
1. SELIS Marc  Belgique
2. WAILLE Odette
3. CHARLEMAGNE Michel

Le premier championnat de France de Scrabble classique a été organisé sur plusieurs mois en 1975-1976 par la Fédération française de Scrabble avec le soutien du Figaro, de Miro Company, distributeur du jeu en France et de la librairie Larousse.
Après deux phases éliminatoires (les joueurs sont mis en contact par la fédération et se rencontrent à 
leur convenance), des finales régionales ont eu lieu les 24 et 25 avril. Les 42 finalistes sont :
- Région parisienne : Mmes Chantriaux, Lumbroso et de Luze, Mlle Gautier et MM. Barraux, Charlemagne, Desmoulins, Doucerain, Gelbart, Hirsh-Marne, Jouannet, Levart, Longin, Maquet, Pialat, Refuveille (sic), Selis et Zimmer.
- Normandie-Bretagne : Mmes Fernagut et de La Forge, MM. Mullier et Philippeaux.
- Île-de-France : Mme Aimelet, MM. Pons et Staszkiewicz.
- Centre : Mme Ajuste et MM. Arouze, Pouyanne et Ricour.
- Est : Mme et Mlle Waille et M. Dubois.
- Région lyonnaise : MM. Bohé et Lambret.
- Alpes : Mmes Ferrand-Tournier et Volle.
- Côte d’Azur : Mme Nicollet, MM. Bellot, Benatar, Decavel, Robinet et le docteur Latour.

Ils se sont retrouvés le 8 mai 1976 à 14h au club PLM Saint-Jacques de Paris.
Jean-Jacques Bloch, le chroniqueur du Figaro écrit :
Un Belge champion de France
À 19 heures, les poules éliminatoires ne laissaient plus en présence que 6 concurrents : Mmes Refuveille de Paris et Waille de Forbach, MM. Marc Selis de Bruxelles (champion du monde [duplicate] 1974), Michel Charlemagne de Paris (champion du monde [duplicate] 1975), Jean-Michel Jouannet de Boulogne-sur-Seine, et Michel Bohé, un junior de Lyon âgé de 17 ans. Il fallut quatre heures pour départager ces concurrents.
Ce fut Marc Selis qui remporta le chèque de 3000 F et la coupe offerte par le Figaro, derrière lui, Mme Waille devançait Michel Charlemagne. Quant à la coupe junior, elle allait à Michel Bohe.
Ce championnat aura prouvé par son succès qu’ouvrir la compétition à un scrabble tel qu’on le pratique en famille était une bonne idée. Il aura, par ailleurs, mis en évidence, que même en parties libres la part de hasard est moins importante que la valeur des concurrents.
Pour mémoire, le premier championnat national de Scrabble francophone avait eu lieu dix ans auparavant, en 1965 au Liban, à l'hôtel Carlton de Beyrouth. Patronné par le quotidien Le Jour, il fut remporté par Georges Antaki devant Noelle Nahas.